# Kesärenkaat
Kesärenkaat è un singolo del cantante finlandese Robin, pubblicato il 1º giugno 2014 come estratto dall'album 16.

## Descrizione
Il brano è la colonna sonora di Kesäkumi, la campagna organizzata dalla Croce Rossa Finlandese, da  YleX (emittente radiofonica statale finlandese) e dalla Väestöliitto. Il brano venne pubblicato in anteprima all'YleXPop.
L'annuncio della presenza di Robin fece scalpore nei media finlandesi, dato che l'artista, quindicenne, viene ritenuto troppo giovane per presentare la campagna per l'uso del preservativo. Miila Halonen, medico e membro della Väestöliitto, disse che Robin è "una grande opportunità per raggiungere i gruppi" perché, secondo lei, Kesäkumi non è una campagna per incitare al sesso ma un modo per parlare del preservativo e dell'importanza del suo utilizzo.
Il brano è entrato nelle classifiche finlandesi nella 23ª settimana del 2014 raggiungendo la prima posizione nella classifica dei brani più comprati.
Dal brano è stato girato un video musicale, pubblicato sull'account VEVO di YouTube del cantante e girato a Pispala, distretto di Tampere.

## Tracce
1. Kesärenkaat – 3:04

## Classifica
| Classifica           | Massima posizione |
| -------------------- | ----------------- |
| Finlandia            | 1                 |
| Finlandia (download) | 2                 |
| Finlandia (radio)    | 51                |